# 漢方医学

## 定義
日本における代表的な漢方医学の学会と目されている「日本東洋医学会」のHPには「漢方医学の定義」が記述されていない。東京医科大学のHPでは「日本の伝統医学です」とした後「漢方医学の源流は中国から6世紀に伝来しましたが、室町時代頃から日本独自の進化をするようになりました。時代が下って、江戸時代に日本に入ってきた西洋医学（蘭方）に対して、もともと日本で行われていた医学を漢方と呼ぶようになりました」との記載があるが、これは後述するように史実として誤りを含む。日本漢方生薬製剤協会のHPには「日本の医学は、奈良時代以来中国伝統医学が主流でした。しかし、江戸時代中期以降に西洋医学が伝えられると、これを｢蘭方｣と呼び、 従来からの日本化された中国医学を｢漢方｣と呼んでそれぞれを区別するようになりました」という記載がある。これが、現在のところ概ねほぼ全ての関係者が一致出来る「漢方医学とは何か」の記述と言えるだろう。

## 呼称
16世紀以降、西洋医学が日本に導入されて南蛮医学、紅毛医学と呼ばれたが、江戸中期には西洋医学をオランダ人がほぼ独占するようになり、「蘭方」または「洋方」と称されたことに対して、中国伝統医学に由来し日本で実践されていた医学を「漢方」と呼ぶようになった。
19世紀中盤の幕末から国学と漢学を尊皇的に「皇漢学」と言う。
19世紀後半の明治14年ころから「和漢学」と称されたが、それに伴い日本の漢方も「皇漢医学」、「和漢医学」と呼ばれた。日清戦争以降、西洋と対になる東洋という用語が定着した。
本来漢方医学では生薬製剤による薬物治療の他、鍼灸、按摩、温泉など種々の治療法が用いられた。現代日本の医師法に於いて医師が鍼灸按摩をすることは可能だが、鍼灸あん摩マッサージに関する法律が別に存在することから、これらの治療法は主にあん摩マツサージ指圧師、はり師、きゆう師が行うことが多い。
20世紀後半、日本はようやく漢方薬についての規制がまとまった。1950年（昭和25年）に日本東洋医学会が設立されて、「東洋医学」という呼び方で「日本の漢方医学、中国の中医薬学、朝鮮の韓医学」を一括するのが一般的だった。漢方薬の一部は1976年（昭和51年）から正式な保険薬として収載されており、現在では漢方薬を使った治療が広く行われている。なお現在の日本では同一の漢方処方が医療用医薬品としても一般医薬品としても使用販売されており、一般医薬品としての漢方薬は第2類医薬品に分類されている。

## 歴史
5・6世紀に中国から日本に中国医学が伝来したといわれる。現存する日本最古の医学書は984年に丹波康頼が朝廷に献上した医心方だが、この本は唐代の医学書を膨大に引用している。その後も我が国の医学は、明に留学した僧医などによって、金・元の医学が紹介されるなど基本的に中国医学の導入を元に展開した（後世派）。後世派の巨頭は曲直瀬道三（1507-1595）である。彼は田代三喜に医学を学び、また明に留学した僧侶策彦周良から最新の明医学を学んだ。彼は京都に啓廸院と言う医学校を開き、そこで学んだ医師達は全国に散らばった。啓廸院で用いられた処方集｢啓廸院配剤百方」は現在京都大学に保管されている。彼が書いた多数の書物の中でも「察証弁治啓廸集」はもっとも有名である。「察証弁治」というのは要するに現代中医学で言う弁証論治とほぼ意味は等しい。曲直瀬道三の養子曲直瀬玄朔の時代になると活字印刷の技術が普及し、より多くの医学書を入手出来る時代になった。それらの情報を得てさらに腕を上げた曲直瀬玄朔は天皇、関白から庶民に至るまで多くの人々を治療し、数百例の症例集「医学天正記」を残している。これは当時の治療の実際を知る上で重要な資料である。曲直瀬流医学は長く日本の医学の主流となったが、岡本一抱が中国医書を仮名交じり文で解説するなど、日本での応用を容易にする作業も行われた。余談ではあるがこの人物は近松門左衛門の弟である。
時代が下って1607年には林羅山が本草綱目を徳川家康に献上、また将軍徳川吉宗は「増広太平恵民和剤局方｣や「訂正東医宝鑑」など中国、朝鮮の医学書を官刻、1819年に多紀元胤（1789〜1827)が「難経疏証」を著すなど、中国伝統医学の紹介、普及は江戸後期まで続けられてきた。実際、真柳らの研究によると、１９世紀に到るまで中国医書は営々と輸入されている。したがって江戸時代に日本の医学が中国医学とまったく別のものになった、と言うことでは無い。すなわち｢定義｣で紹介した東京医科大学の記載にある「室町時代頃から日本独自の進化をするようになりました｣というのは正しくない。室町時代はもちろん江戸末期に至るまで、日本は中国から医学情報を積極的に輸入していた。
一方、陰陽五行説の影響の大きい後世派に対し、江戸時代にはこれを批判して実証主義的な古方派が台頭し、のちに2派を統合した折衷派が生まれた。
古方派が主張した｢古（いにしえ）｣という概念は、かなり複雑な思想背景を含んでいる。なお以下の古方派に関する記述は、引用したリンクとは別に向静静著、「医学と儒学」人文書院を大幅に参考している。
古方派は後藤艮山に始まると言われる。後藤艮山は｢日用｣を重視し、「古道」を唱えた。艮山自筆の書は現存しないが、彼の教えを弟子が記録した師説筆記、「艮山先生遺教解」などによると、彼は論語を引いて医を知れと説いている。彼は古方を伏羲や神農の伝説に求めようとした。伏羲は八卦を説き、神農は薬草を民に与えたとして医薬に関連付けられてはいたが、艮山が重視したのは伏羲が料理を発明し、神農が農作を始め、五穀や野菜を人々に教えたとされたことだった。現代に於いては伏羲も神農も伝説上の神に過ぎないが、後藤艮山の真意は薬物治療よりもまず日常の食事を重んずるという事であったと考えられる。もちろん彼も薬物治療を行った。後藤艮山が使用した薬物は「艮山先生手定薬能」という書に記録されているが、そこには僅か36種が記述されているのみである。病因論としては一気留滞説を説いたが、彼の意味する気とは天地の間、人体の内にも外にもあまねく存在するものと理解されていた。すなわち艮山は古方派の祖と言われるが、彼にあっては明代までに確立していた陰陽五行などの思弁性の高い医学に異を唱え、日用に用いやすい養生・医療を提唱したのであって、彼が必ずしも傷寒論を重視したわけでは無い。彼が論語に基づいて医を説き、伝説上の存在である伏羲や神農を重んじたのは彼の時代的限界と言えるが、その精神の根本は「日用」にあったと言える。
後藤艮山を引き継いだのは香川修庵であった。香川修庵は医学を後藤艮山に習ったが、その前に伊藤仁斎に儒学を習っており、後藤艮山より儒学的色彩が濃い。彼が著した「一本堂行余医言」は高い実用性を誇るが、彼はただ実用的な医学を説いただけでは無い。伊藤仁斎に儒学を学んだ後後藤艮山に医学を学んだ経緯からも分かる通り、彼は「儒医」たることを主張した。その思想に基づいて、例えば彼は黄帝内経は孔子、孟子の教えを受けていないので邪説であると主張した。そして彼は論語や孟子の記述から病気、薬、食事、日常生活などに関わる部分を拾い上げ、これらに基づいて医療をすべしと説いたのだが、さすがに論語や孟子で実際の診療をするのは不可能であった。そこで彼が実際の治療の手本として取り上げたのが傷寒論だったのである。ただし彼が入手出来たのは、成無己の「注解傷寒論」であったとされる。本書は宋改を経た傷寒論をさらに彼が省略改変したものである。そこで香川修庵は成無己の注解傷寒論から注解と薬物の修治を全て削除し、小刻傷寒論と称して刊行、これは日本に於いてもっともよく読まれた傷寒論になった。香川修庵にはこの他にも桂枝や大黄、黄連などの再評価、行きすぎた朝鮮人参の乱用を戒めるなどの功績があるが、一方で傷寒論を考証学に基づかず「自分が使えそうな所だけ抜き出す」という日本漢方の悪弊は彼に始まったとも言える。香川修庵が傷寒論に注目したのは事実だが、彼の主張する｢古｣も必ずしも傷寒論をさしたのでは無く、彼の主張の根本は医は儒に基づくべきであって、従って孔孟の教えを重んじると主張はしたが、論語や孟子で実際の診療が出来るわけではなかったため、手段として用いたのが傷寒論だったのだ。
古方派に於いて香川修庵の後に出た巨頭は山脇東洋である。彼は江戸時代初めて解剖（腑分け）をしたことで有名である。山脇東洋は法眼の号を授けられ、また中御門天皇の侍医を務めるなど、後藤艮山や香川修庵とは異なる系譜の医師であった。家は曲直瀬玄朔の系統の医家であり、当初は金、元、明代医学を学んだ。しかし後になって陰陽五行などを重んじる医学に疑問を抱き、香川修庵同様「復古」を唱えた。しかし山脇東洋の復古は香川修庵のそれとは異質であった。香川修庵は復古を唱えたものの論語や孟子では実臨床が出来ないので傷寒論を参考にし、かつ｢自我作古」と言った。自分で古を創るのだというのである。しかし山脇東洋はそうではなかった。彼は「述而不作」、古人の説を宣べるだけで自分の考えは作らない、と言ったのである。「唯古是好」、古のみが良いと言った。これは学問が進歩するという事を完全に否定したに等しい。彼もまた儒学者の影響を受けた。山県周南という人物を介して荻生徂徠の説を学んだ。荻生徂徠は古文辞学を唱え、後世の注によらず古語の意義を帰納的に研究し、直接古代文献を解釈すると主張したのだが、当然江戸時代の日本に生きた荻生徂徠にとってこの目的を実現するのはあまりに資料不足であった。現代の考古学が手にしているような、古代墳墓からの漢代以前の文献資料の発見などが無かったからだ。
その荻生徂徠の説に影響を受けた山脇東洋は、当然現代的観点から見れば隘路に踏み込んでしまった。彼は周礼に注目したのである。周礼は周王朝の政治体制、官位、文物習俗を記載したとされるが、現代考古学によって発見された金文資料の記述とは矛盾するところが多く、実際には何時誰が編んだ書か不明である。また現代に於いては、周礼が実際の周の政治制度や官位を正確に記述しているとは考えられていない。しかしこれは儒教では聖典視された。山脇東洋が意味した｢古（いにしえ）｣は、実に周礼の記載であったのだ。
ではその様な山脇東洋が何故人体解剖を行ったのか。それは周礼に「九臓」と記されていたからだ。人体には心、肝、脾、肺、腎、胃、膀胱、大腸、小腸の９臓があるとされていた。これは黄帝内経の記述する五臓六腑とは明らかに数が違う。そこで彼は、実際に人体を解剖し、存在するのは五臓六腑か九臓か確認しようとした。実際の腑分けの経緯は省略するが、彼の腑分けの図面は彼の書「蔵志」に「九臓前面図」として載せられている。この解剖図は明らかに誤りであり、心臓は気道ないし食道に直結するように描かれており、また当時の粗雑な解剖でも存在は確認出来たはずの脾臓は描かれていない。要するに彼は実際の人体がどういう構造をしているかを知ろうとしたのでは無く、周礼に九臓とあるのを確認しようとしただけだった。目の前にある臓器を客観的に記載したのでは無く、九臓という自分が信じる概念に無理矢理みたものを当てはめただけであった。この点が後の杉田玄白らによる腑分けとは意味や目的がまったく異なっている。
山脇東洋の意味した「古」は周礼であったが、当然周礼に基づいて臨床が可能なわけでは無い。そこで彼は「周之職、漢之術、晋唐之方」に基づいて医療を行うと主張した。その「漢之術」というのが傷寒論であった。また「晋唐之方」として彼が復刻に努力したのが外台秘要方であった。外台秘要方は732年（玄宗時代）、王燾の作とされるが、山脇東洋在世時は既に宋改を受けたものしか残されていなかった。北宋時代の刊本が現存するが、東洋は明代の刊本に基づいて1746年に復刻した。外台秘要方は引用文に必ず出典が明記されているので、東洋はまさにこれぞ「述而不作」のお手本と考えたのだろう。しかし彼はそれが宋改を経た明本であることは承知していたはずだ。宋、明など後世の医学を否定しようとした彼であったが、結局は宋や明の研究の上に立って仕事をせざるを得なかった。
このように、「古方派」と呼ばれている中心的な人々がイメージした「古（いにしえ）」は基本的には傷寒論では無い。後藤艮山にとってはそれは伏羲や神農であったし、香川修庵にとっては論語や孟子であり、山脇東洋にとっての古は周礼であった。すなわち、彼らの｢古（いにしえ）」は皆中国の概念だったのだ。彼らは朱子学を否定する当時の儒学の影響を受けつつそれぞれの｢古（いにしえ）」を夢見たが、それは全て中国の古代神、儒教の古い形、あるいは現代に於いてはその内容が事実とは看做されない架空の古代史書であった。その様なものは理念としてはありえても、現実の臨床の役には立たない。それで重宝されたのが傷寒論（の記述の都合が良い一部）だった。現代では古方と言えば傷寒論と思われがちだが、少なくとも山脇東洋までの古方派にとって古（いにしえ）＝傷寒論では無かったのだ。
江戸末期まで中国からの医学知見の輸入に努めた後世派はもちろん、｢日本独自｣とされる古方派も、結局は中国の概念のなかの古（いにしえ）を夢見たのである。はたしてこれが「日本独自の発展｣と言えるかどうかは甚だ疑問である。
このような流れは次に述べる吉益東洞によって一気に異なった様相を帯びることになる。確かに吉益東洞も盛んに中国古典を引用した。彼の「古書医言」には多数の中国古典の引用が覧られる。しかし現代では、多くの点において吉益東洞がそのような古典を勝手に書き換えたり、恣意的引用を行っている部分が多いことが分かっている。上に宣べた三人とは異なり、吉益東洞にとって中国古典は自説を権威付ける「道具」に過ぎなかった。彼は一見中国古典に依拠しているように見せかけつつ、その実それらの古典に何ら敬意など払っていなかったのだ。確かに彼も周礼のなかの疾医、瘍医などのキーワードをちりばめたが、その周礼に見える「以五薬療之、以五味節之｣などは「攙入」、つまり誤って紛れ込んだのだと否定する。現代の考古学、古文書学のように文献考証をして否定したわけでは無い。自分に気に入らないところは全部「攙入」と決めつけた。これは彼が「万病一毒説」の根拠として引用した「呂氏春秋」に於いても同じで、かれは呂氏春秋の原文を自分の都合が良いようにあちこち改ざんしている。さらには彼は「扁鵲や張仲景も万病一毒説を唱えていた」とまで言いだし、さすがに弟子に「然るに史記傷寒論に見へざるは如何」と問い詰められた。すると彼は悪びれもせず「それは王叔和が自説を加えたからだ」と答えたという。吉益東洞は傷寒論を異様に重んじたと言われるが、その実古典に対する態度はこのようであり、古代文献を学問的に検証するという姿勢は微塵もなかった。また日本独特の診察法である腹診についても、彼は史記の「扁鵲倉公列伝」に「病応見於大表｣とあるのが腹診のことだと主張したが、史記には扁鵲が腹診をしたという記述は存在しない。むしろ司馬遷は扁鵲を脈診の名手として高く評価しているが、東洞はそれをあっさり無視した。また吉益東洞は傷寒論に基づくことを強調はしたが、彼自身が傷寒論に基づいて書いたと宣伝した「類聚方」は傷寒論を勝手な彼独自の解釈で利用したに過ぎず、傷寒論そのものを祖述したものではない。
吉益東洞のこのような中国古典医書への態度は、後藤艮山、香川修庵、山脇東洋らとはまったく異なっている。これら三人は誤解を含みながらもともかく中国古代の思想を重視したのに対し、東洞は極めて恣意的に利用しただけである。これははたして｢古方｣なのだろうか？現実を見れば、吉益東洞は古（いにしえ）などまったく尊重していなかったと言わざるを得ない。中国古典をちりばめつつ、都合が悪いところは全て改ざんし、自分が正しいと思う医学を作り上げた。それは歴史の改ざんと言えばそうであろうし、一方で「古に従う」と言いつつ彼の生きた時代に沿った新しい医学を打ち立てたという解釈も出来るだろう。伏羲や神農、論語、孟子、周礼や呂氏春秋などは、彼にとっては権威付けに利用する材料だったに過ぎず、彼が本当に重きを置いたのはその時代に即した新しい臨床医学であったのだ。吉益東洞は確かに傷寒論を賞賛したが、傷寒論を考証学的に扱ったのでは無い。彼の処方集「類聚方」には「求方於長沙｣とあり、張仲景に基づいたことになっているが、そこには明らかに東洞本人の解釈、選別が入っている。だがともあれこの本は当時大ブームとなった。１万冊が刷られ、江戸に５千部、京、大坂に五千部が配布されたが、このうち京・大坂の五千部は一ヶ月で売り切れたという。2023年現在の日本に置いてすら、医学書が１万部、あるいは５千部を完売する例はめったないないことを考えると、まさに熱狂的大ブームだったことが分かる。
一方で彼は実臨床に於いては必ずしも傷寒論処方や自らが編んだ類聚方に拘らず、様々な処方を用いた。例えば「医事或問」には弟子とのこんな問答が記されている。
弟子曰く「古方とは仲景方のことでしょう。先生は控涎丹、七宝丸などを用いるが、古方とは言いがたいのでは無いですか？｣
これに対する東洞の答えは、彼の医学に対する根本的な姿勢をよく表している。
「古方というのは世間がそう唱えているのだ。処方選択は病を治療出来るかどうかであって、昔も今も無い。しかし後世の処方には有効なものが少なく、昔のものには多いので、昔の処方を多く用いる。それで世間が古方というのだ。処方に古今の差別は無い｣。
要するに、吉益東洞は徹底した臨床家であった。彼は後藤艮山らのように中国の古（いにしえ）に何かの価値を求めたわけでは無かった。彼の基準は「実臨床に有効かどうか」だけであって、そのためには傷寒論に無い、彼独自の処方も多く開発した。「親試実験」という言葉は彼が初めて提唱したものではないが、本当の意味で親試実験に徹したのが吉益東洞だった。東洞医学のこの本質を鑑みると、彼を「古方派」と称するにはためらいがある。彼は実臨床に於いて古方を選択することもあれば、後世の処方を選択することもあれば、自分で創った処方を使うこともあった。「有効なものを使う」というのが彼の一貫した姿勢であり、ただ｢古に従う｣事を提唱したわけでは無いのだ。
ともあれ、東洞流医学は一気に全国に広まった。それにともなって、彼を熱狂的に支持する人もいれば、あまりに自説に偏りすぎていて医学としては均衡を欠くと批判した人もいた。村井琴山のように古今の中国における傷寒論研究を全て否定し、「我東洞翁に至って初めて仲景の室に入る｣とまで極論絶賛した人もいたが、一方で畑黄山のように黄帝内経の重要性も認め、多くの古今歴代の医学書を読むべきだと主張した人もいた。彼は医学院を開き医学を教授したが、その医学院に於いて学習すべきとされた医学書は黄帝内経、傷寒論は言うに及ばず、唐、宋、金元医学、明清医学、朝鮮医学にまで渡っている。さらに杉田玄白は「東洞は一種の豪傑だが、傷寒論のみに拘るばかりか、それも錯簡の書であって取るところは多くないと言い、己が心に徹せし方論ばかりを取り・・・｣と東洞の古典に対する恣意的な態度を的確に批判した。詰まるところ吉益東洞は古方の雄とされながら、その本質はむしろ親試実験にあり、実際に有効かどうかが彼の判断基準だったのであって、必ずしも古を重んじた人ではなかったと言えよう。

### 江戸期における明清医学の導入
以上見てきたように、古方派は確かに江戸期に於いて独自の動きを見せた。しかし一方江戸期を通じて、明清医学も絶えず流入していた。中国医師の来日は、主に明清交代の時、動乱を避けて日本に渡ってきた人々と、徳川吉宗が積極的に招聘した人々が多い。その数はかなり膨大なのでここにいちいち挙げることが出来ない。ともあれ幕府は彼らを通じて常に中国医学の動向に意を払い、多くの中国医書がもたらされた。そのうちの一人を例としてあげれば、胡兆新は蘇州で高名な医師であったが幕府の求めに応じて1803年から1805年まで日本に滞在し、多紀元簡などと通訳を通じて質疑を行った。このときの幕府医官の質問は清朝の医学教育、試験科目、診療法、麻疹流行の頻度、煎じ薬の加水量などに及び、中国医学の現状に幕府が強い関心を寄せていたことが分かる。もっともこのとき多紀元簡は胡兆新に何故中国では腹診をしないのかと問い、胡兆新が中国では昔から腹診はやらないと答えたのに対し、それは古今の医書の記載と違うとやり込めている。中国に学ぼうとしながらも、中国医師の言を丸呑みにしないくらい、多紀元簡のような人は古今の中国医学書について造指が深かったこともうかがえる。
以上で江戸期日本の医学状況についての記載を終える。この他北山友松子のように中国からの亡命者と長崎の遊女の間に生まれた混血児でありながら傷寒論を重視した人など、まだ論ずべき人物は多いが、これまで概説しただけでも、江戸期に於いて日本の医学が中国とは独自の発展を遂げたと一言で括ることは出来ないことが分かるだろう。多紀元胤のような考証学者はもちろん、古方を目指した人々もなんらかの形で中国思想や明代医学からの影響を受けた。ただ一人吉益東洞のみが事実上中国思想を軽んじ、ひたすら臨床的効果に拘ったことがあまりにも鮮烈な印象を与えるため、まるで江戸期に日本の医学がすっかり中国とは独自の発展を遂げたような印象を与えるのかもしれないが、実際には日中間には頻繁な医学交流が継続していたのである。

## 中国医学・韓医学との違い
漢方医学は、気・血・水・虚実などの理論や、葛根湯などの方剤（複数の生薬の組み合わせ）を中国医学と共有し、テキストとして中国の古典医学書が用いられる。しかし両者には多くの違いがあり、特徴としては具体的・実用主義的な点が挙げられる。
現在の日本の漢方医学の主流は「古方派」である。この古方派は中国医学の根本的な理論である「陰陽五行論」を承認せず、むしろそれを意図的に排除している。古方派の主な４人については上の「歴史」で詳しく宣べた。中医学も日本漢方も診断に類する用語として｢証｣を論じるが、日本漢方の後世派や折衷派では証は中国伝統医学と概ね同じ意味で用いられる。しかし古方派では『傷寒論』の条文にある症状と処方が一対一に対応すると主張する。使われる生薬の種類は中国より少なく、一日分の薬用量は中国に比べて約3分の1である。また、脈診、舌診を重視し腹診がすたれた中医学とは対照的に、日本の漢方医学は脈診、舌診、腹診を行う。
これに対して、韓医学（朝鮮半島）で使われる生薬量は中程度である。
漢方医学の処方は、『傷寒雑病論』（現在では『傷寒論』及び『金匱要略』と呼ばれる2つのテキストとして残る）を基本とした古い時代のものに、日本独自のマイナーチェンジを加えたものであると一般には言われるが、実際は上に宣べた古方４大家もそれぞれ独自の処方を用いている。また現代の日本漢方では李東垣の補中益気湯や和剤局方の処方の数々、明代の万病回春の処方、宣明論にある防風通聖散など様々な処方が取り入れられている。一方「温病」（うんびょう）など、清代に中国で確立した理論はほとんど現代の漢方医学には受け継がれていない。

## 近代から現代（２１世紀）の日本における伝統医学の現状
明治政府により日本の医療に西洋近代医学が採用され、漢方医学は著しく衰退した。日本の医学教育では、漢方医学を始めとする伝統医学の教育は100年以上ほとんど行われなかったが、2001年に、医学部の教育内容ガイドラインの到達目標に「和漢薬を概説できる」が加えられたことで、全国の大学で漢方医学の講義が徐々に行われるようになってきている。しかし日本には、中国や韓国のような伝統医の国家資格は存在せず、1883年（明治16年）以降、医師国家試験の課目にも漢方医学は含まれなかった。そのため漢方医学の体系的な知識を持つ医師は少なく、漢方薬が西洋医学的発想で使われるなどの問題も散見される。  
現代日本における伝統医学の現状についてまず最初に指摘しなければならないのは、現代日本に於いては複数の｢伝統医学｣系統の医学が実践されているという事である。日本では明治政府が医制を定めた時伝統医学を事実上捨て去ったため、伝統医学には空白期が生まれた。その中で色々な人が過去の文献を渉猟し、それぞれの学びに応じて独自の伝統医学を提唱した。特に明治43年（1910)「医界之鉄椎」を著した和田啓十郎など古方派に学んだ人が最初に伝統医学復権の狼煙を上げたため、かつては日本漢方と言えば古方と看做される向きもあった。しかし現在では、古方派のみならず、考証学派を引き継ぐ流れ、経方医学など傷寒論、金匱要略に基づくとはいいながらまったく新しい理論を構築する流れ、また伝統医学を現代の臨床医学的手法、特にEvidence Based Medicine(EBM)の手法に載せて検証・理解しようとする流れなどが存在する。さらに中国伝統医学を中華人民共和国政府が系統化した中医学も日本に紹介され、実践されている。すなわち現代日本に於いて実践されている諸々の伝統医学と漢方医学は同じ概念ではくくれない。 
２１世紀に入り中医学におけるエビデンス構築がめざましく発展し（2023年8月14日現在PubMedでTraditional Chinese Medicineと検索すると134232本の英論文が検索される）、これに対して日本漢方はkampoと言うキーワードで同日に検索すると2277本と、エビデンス構築に於いて中医学に大きく遅れを取っている。のみならず同日にtraditional Korean Medicineとして検索すると3246本の英論文が検索され、日本漢方はエビデンス構築に於いて韓医学の後塵をも拝している。こうした状況に最初に警鐘を鳴らしたのは岩﨑鋼(1964~)であった。彼は自身でも抑肝散の認知症BPSD改善効果、半夏厚朴湯の誤嚥性肺炎予防効果、加味帰脾湯のBPSD改善効果など漢方のランダム化比較臨床試験を行い、また高齢者医療領域における漢方医学のでエビデンスのついてシステマティック・レビューを行い、さらには統計的な検証を経た気滞スコアの提出など、48本の英論文を発表して日本漢方のエビデンス構築に努めたが、彼の主張は日本東洋医学会のような国内主流派からは不興を買った。しかし彼の鳴らした警鐘は次第に漢方界に広まり、彼が2016年に著した「高齢者のための漢方診療」に於いて当時PubMedでkampoのキーワードによって検索される英論文が1182件であったと報告しているのに比べると、現時点(2023年８月）で2277本に増えたことは、彼の主張を首肯した人々が一定数いたことを物語っている。今後は既存の処方の効果の検証に留まらず、漢方医学理論の明確化、統計的な検証を経た弁証法の確立、さらには新型コロナなど次々出現する新しい疾患に対する新しい治療法､新しい処方の創出など、日本漢方が取り組むべき課題は極めて多い。

### 理論

#### 気血水理論
気血水説は古医方を唱えた吉益東洞が否定したものを長男の吉益南涯が再構築した理論であると言われるが、吉益南涯の提唱した気血水理論は現在の漢方医学のそれとはかなり異なり、難渋あるいは未完成である。それは後世には引き継がれなかった。現代の日本漢方が採用している気血水が何処に端を発するのか、現段階では不明である。
気血水理論では、
気（き）
人間の体の中を巡っている仮想的な「生命エネルギー」のようなもの。
血（けつ）
体内を巡り組織に栄養を与える。血液がそれに近い。
水（すい）
血液以外の体液がそれに相当する。
の3つの流れをバランスよく滞りない状態にするのが治療目標になる。これは現代中医学の気血津液弁証とそれほど大きく変わらない。

#### 陰陽五行理論
陰陽五行論は中国医学の理論化に用いられた。ただし、現在の漢方は、陰陽五行論を観念的として除した古方派が主流であり、診断・処方にはあまり用いられない。しかし一方日本漢方の主要な流派として知られる｢和漢診療学｣の提唱者寺澤捷年が中心になって編纂した和漢診療学の基本的な解説書「症例から学ぶ和漢診療学　第３版｣には「和漢診療学における生体の理解｣として五臓の概念はもとより、五臓の相関関係と気血水の消長、五臓の代謝作用と気血水の相関が一つ一つ項目を立てて解説されており、五行論を全面的に取り入れてはいないとは言え、その主要な医学的部分である五臓概念は現在の日本漢方でもかなり認識されている。

#### 表裏と虚実
虚実について日本漢方では混乱が存在する。｢虚｣という概念が気血水のいずれかの機能が落ちた状態であることについては概ね異論が無く、気虚、血虛という表現がある。水の虚について、日本漢方には中医学の｢陰虚｣に該当する用語がない。しかし日本漢方でも水が不足する病態が存在するという概念はある。問題は｢実｣の解釈である。安土桃山時代に活躍した曲直瀬道三は現代中医学に於ける｢弁証論治｣を｢察証弁治｣と呼んだが、曲直瀬道三の察証弁治と現代中医学の弁証論治は、概念としては概ね同じである。この系統に属する曲直瀬玄朔の治療録を見れば、当時日本の医師もほぼ現代中医学と同じような病態解釈をし、「扶正去邪」を治療の中心としていた。また江戸時代古方の代表人物と評される吉益東洞は医者は去邪するのであって、正気を補すことは出来ないと述べている。このように、江戸期においても実とは邪実だというのが常識だった。日本で伝統医学を再興した湯本求真は｢皇漢医学｣において、「実証は充実の義。病毒充実するも体力なお対抗しつつあるもの｣と述べ、このあたりから日本に於ける｢実証｣の概念は中医学とは少しずつ異なってくる。｢病毒充実する｣は中医学の｢邪実｣と同じ概念だが、そこに「体力なお対抗しつつある｣と正気の記載が加わる。ところがその後、大塚敬節は自著｢漢方診療医典｣において、「実」は病に対抗する体力が充実していることだ｣と主張した。ここから、日本漢方と中医学は｢実｣の概念において決定的に異なることになった。すなわち、中国と日本で実証の概念が完全に違うものになったのは大塚敬節以降である。
表実証
悪寒、頭痛、発熱があっても発汗しない
表虚証
悪寒、頭痛、肩こりがあり、脈が浮弱で、発汗しやすい
裏実証
腹部が充満し、便秘・口渇があり、脈が沈で力がある
裏虚証
腹部が力なく、食なく、下痢・嘔吐しやすく、脈が沈で弱い
気滞証（きたいしょう）
「気」の鬱滞が病気を起こすという発想は古くからみられ、後藤艮山によって大いに唱えられた。血も水も気によって動かされるので、気の鬱滞は血、水の鬱滞をもたらす。
瘀血証（おけつしょう）
俗に「ふる血」と呼ばれる状態で「血」と呼ばれるものが停滞した状態である。
痰飲証（たんいんしょう）
痰は水、すなわち喀痰を含んだ体液全般を指す。狭義には胃内の停水をいう。
なお現代の日本漢方ではこの他に「気虚」、｢血虛｣などの概念も用いられる。しかし中医学の「陰虚」すなわち津液（水）が虚しているという概念は無い。しかし実臨床に於いては脱水や乾燥性湿疹など水が虚した状態は実際にしばしば存在するので、これを今後どう定義するかは今後の日本漢方の問題であろう。

### 診断法
症状を含めたその患者の状態を証（しょう）と呼び、証によって治療法を選択する。証を得るためには、四診を行うだけではなく、患者を医師の五感でよく観察することがまず必要である。
西洋医学では、患者の徴候から疾患を特定することを「診断」と呼び、これに基づいて疾患に応じた治療を行う。しかし漢方医学では、治療法を決定すること自体が最終的な証となる。特に古方流派では葛根湯が最適な症例は葛根湯証であるという。しかし上述のように日本漢方にも現代では気血水、虚実、さらに五臓の概念まで取り入れられており、証がそのまま使用する処方に直結というのは必ずしも一般的では無くなってきている。

#### 四診
治療法を決定するためには四診（望、聞、問、切）を行う。四診は証を明らかにし漢方薬処方を決定する目的で行われる。
望診（ぼうしん）
医師の肉眼による観察。体格、顔色、皮膚の艶、舌の状態等。特に舌の観察をもとにした診断を舌診（ぜっしん）と呼び重要視される。
聞診（ぶんしん）
医師の聴覚、嗅覚による観察。患者の声、咳の音、口臭、体臭、排泄物の臭いなどから診断する。
問診（もんしん）
漢方独自の概念はあるものの、基本的には西洋医学と同様に家族歴、既往歴、現病歴、愁訴を問う。西洋医学よりも詳しく、一見無関係な質問も行い、全身状態の把握に努める。
切診（せっしん）
医師の手を直接患者に触れて診察する方法。脈の状態から診断する脈診（みゃくしん）と腹の状態から診断する腹診（ふくしん）が特に重要である。脈診では、脈拍・不整脈のみならず、脈の速さ・強さ・深さ・緊張度などから病態を把握し、腹診では胸脇苦満、心下痞硬、胃内停水など腹部の特別な所見の有無を診る。腹診は、日本で独自に発達した診察法である。

### 治療法

#### 排毒
吉益東洞のような万病一毒説に従えば、体からの毒素を排出（いわば「瀉」）することが医者が行う治療であるという事になる。それには
- 吐方（とほう） - 吐かせる
- 汗方（かんぽう） - 汗をかかせる
- 下方（げほう） - 下痢をさせる

などの施術があげられる。

しかし一方、後世派や考証学派では人参や黄耆などを用いた補法も重要視される。また現代の医療用漢方エキス製剤には小柴胡湯のような和解剤、黄連解毒湯のような清熱剤、加味逍遙散や抑肝散のような柔肝剤、滋陰降火湯のような補陰清熱剤も含まれており、実際の治療法は上記に宣べたような伝統的日本漢方理論に留まらず、多種多様な治療法が用いられている。

#### 具体的な治療・養生法
- 漢方薬・薬膳
- 鍼・灸
- 導引（整体、あん摩など）

### 補足・世界における東アジア伝統医学
以上が漢方医学を中心とする日本の伝統医学に関する説明であるが、関連事項として中国伝統医学を源とする東アジアの伝統医学について概説する。中国伝統医学系統のアジア伝統学は、中国（中医学）、日本（漢方）以外にも、朝鮮半島（古くは東医、現在の韓国では韓医学、北朝鮮では高麗医学と呼ばれる）、ベトナム（越南伝統医学）などアジアの広い範囲で行われている。東南アジアの伝統医学も、その多くがアーユルヴェーダと共に中国医学の影響を受けている。
中国医学系の伝統医学は、代替医療・統合医療の分野で世界的に活用され、グローバル化が進んでおり、標準化が課題となっている。カナダ、ヨーロッパ、オーストラリアなどでも中国医学系の伝統医学（Traditional Chinese medicine (TCM)）は注目され、広く実施されている。オーストラリアは西洋文化圏で最も中医学が発展しており、2012年には全国で中医の登録制度が実施された。アメリカでは50州の内44州で鍼灸が合法化され、カナダやイギリスでも中医診療所は増加傾向にある。アメリカ政府は独自の方針を採っている。アメリカではNIHの中にNational Center for Complementary Integrative Health（NCCIH）を置いているが、名称からも分かる通り特に伝統医学を特別視していない。この研究所のHPにある記載を引用すれば、Complementary medicine あるいはalternative medicineと言うのは"health care approaches that are not typically part of conventional medical care or that may have origins outside of usual Western practice"であり、通常の西洋医学と併用される場合はComplementary medicine, 通常の西洋医学の代わりとして用いられる場合はalternative medicineだと述べており、そもそも伝統医学、traditional medicineと言う用語自体使われていない。彼らの言うComplementary medicineやalternative medicineは確かに中医学的内容を含む場合もあるが、この研究所のスタンスとしては「通常の西洋医学的治療以外の治療」を対象としているのであって、特にtraditional medicineを特別視しているわけでは無いのだ。
日中韓の伝統医学は、共有する部分も大きいが理論・用語・処方に様々な違いがあり、政治的な影響もあり足並みはそろっていない。日本は政府・医学会共に、中医学が主導する国際化・標準化の流れに関心が薄く、中国、韓国、香港、台湾などと異なり伝統医学を扱う政府のセクションは存在しない。国際的にも漢方への理解は低く、外交面で大きく立ち遅れているのが現状である。一方2019年にこれら東アジアの伝統医学（中医学、韓医学、漢方医学など）の診断（弁証）概念が初めて盛り込まれた疾病及び関連保健問題の国際統計分類（ICD）を世界保健機関（WHO）が承認し、2023年現在既にICD11として実際に普及しているなど、アメリカにおける特殊な認識は別として世界的にこれら東アジア伝統医学の認知度が高まっているのは事実である。